# Cole Strange
Devin Cole Strange (Knoxville, Tennessee, 31 de julio de 1998) más conocido como Cole Strange, es un jugador profesional estadounidense de fútbol americano, se desempeña en la posición de lineman en New England Patriots, en la National Football League (NFL).

## Carrera
Fue seleccionado en la Reunión Anual de Selección de Jugadores de la NFL de 2022. Hizo su debut profesional con el equipo New England Patriots, lleva jugando dos temporadas.